# قائمة البعثات الدبلوماسية في جامايكا

خريطة البعثات الدبلوماسية في جامايكا

هذه قائمة بالبعثات الدبلوماسية في جامايكا ". يوجد حاليًا 28 سفارة / لجنة عليا منشورة في كينغستون.

## السفارات / المفوضيات العليا فيكينغستون
- الجزائر
- الأرجنتين
- بلجيكا
- البرازيل
- كندا
- تشيلي
- الصين
- كولومبيا
- كوستاريكا
- كوبا
- جمهورية الدومينيكان
- فرنسا
- ألمانيا
- الهند
- اليابان
- المكسيك
- نيكاراغوا
- نيجيريا
- بنما
- روسيا  نسخة محفوظة 12 أغسطس 2010 على موقع واي باك مشين.
- سانت كيتس ونيفيس
- جنوب إفريقيا
- كوريا الجنوبية
- إسبانيا
- ترينيداد وتوباغو
- المملكة المتحدة
- الولايات المتحدة
- فنزويلا

## بعثات أخرى في كينغستون
- الاتحاد الأوروبي (وفد)

## مونتيغو باي
- الولايات المتحدة (المكتب القنصلي)

## السفارات غير المقيمة والمفوضيات العليا المعتمدة لدى جامايكا
- أستراليا (أوتاوا)
- الكاميرون (نيويورك)
- إثيوبيا (واشنطن العاصمة)[1]
- غواتيمالا (سانتو دومينغو)
- أندونيسيا (هافانا)[2]
- آيسلندا (نيويورك)
- إسرائيل (سانتو دومينغو)
- كينيا (هافانا)[3]
- مالاوي (برازيليا)
- الفلبين (واشنطن)
- صربيا (مدينة مكسيكو)
- سنغافورة (البرازيل)
- تنزانيا (البرازيل)[4]
- تايلاند (أوتاوا)
- تركيا (Havana)
- قالب:بيانات بلد الفيتنام (هافانا)

## السفارات السابقة
- هايتي
- هندوراس (أغلقت في 2014) [5]
- كوريا الشمالية (أغلقت في 1993)[6]
- بيرو
- السنغال